# Paneuropski prometni koridor VIII
Paneuropski prometni koridor VIII je jedan od Paneuropskih prometnih koridora. Vodi od Drača u Albaniji do Varne u Bugarskoj. Koridor ide pravcem: Drač (Albanija) – Tirana (Albanija) – Skopje (Makedonija) – Bitola (Makedonija) – Sofija (Bugarska) – Dimitrovgrad (Bugarska) – Burgas (Bugarska) – Varna (Bugarska). 

## Vanjske poveznice
- Paneuropski prometni koridori Hrvatska enciklopedija